# Iglesia de San Francisco de Asís (Pavía)
La iglesia de San Francisco de Asís es un templo católico de la ciudad italiana de Pavía, en Lombardía.

## Historia
La primera comunidad franciscana se asentó en la ciudad hacia 1220. Inicialmente los frailes se instalaron en una iglesia dedicada a la Virgen, situada extramuros de la ciudad, de la que aún se tiene constancia en un documento fechado en 1234, y en 1267 se inició la construcción de la actual. La construcción del nuevo edificio fue muy lenta, ya que, a pesar de las numerosas donaciones, se puede decir que la iglesia y el convento cercano estuvieron casi terminados en 1298, cuando los franciscanos abandonaron definitivamente el conjunto suburbano que cedieron a los carmelitas. Después de la toma de Pavía en 1359, Galeazzo II trasladó su corte de Milán a Pavía y la iglesia fue elegida por el señor, y luego por su hijo Gian Galeazzo, para albergar los entierros de los miembros de la familia o personajes destacados; De hecho, aquí fueron enterrados Isabel de Francia (primera esposa de Gian Galeazzo), Carlo y Azzone (hijos de Gian Galeazzo e Isabel), el marqués Manfred V de Saluzzo, Baldo degli Ubaldi y, más tarde, Facino Cane. Casi todos los monumentos funerarios fueron, siguiendo los dictados del Concilio de Trento, eliminados entre los siglos XVI y XVII, mientras que el de Baldo degi Ubaldi fue colocado en 1790 por recomendación de Leopoldo Pollack dentro de uno de los patios de la universidad.
Además, la iglesia recibió donaciones de personalidades de la corte Visconti, como en 1388, cuando Ottone Mandelli dejó a los franciscanos tres bustos góticos en cobre dorado (aún conservados en la iglesia) que contenían las reliquias de San Apolonio, San Víctor y Santa Corona, tomado de Mandelli en el Castillo de Canossa en 1381. En 1781 se suprimió el convento y la iglesia se convirtió en parroquia urbana.

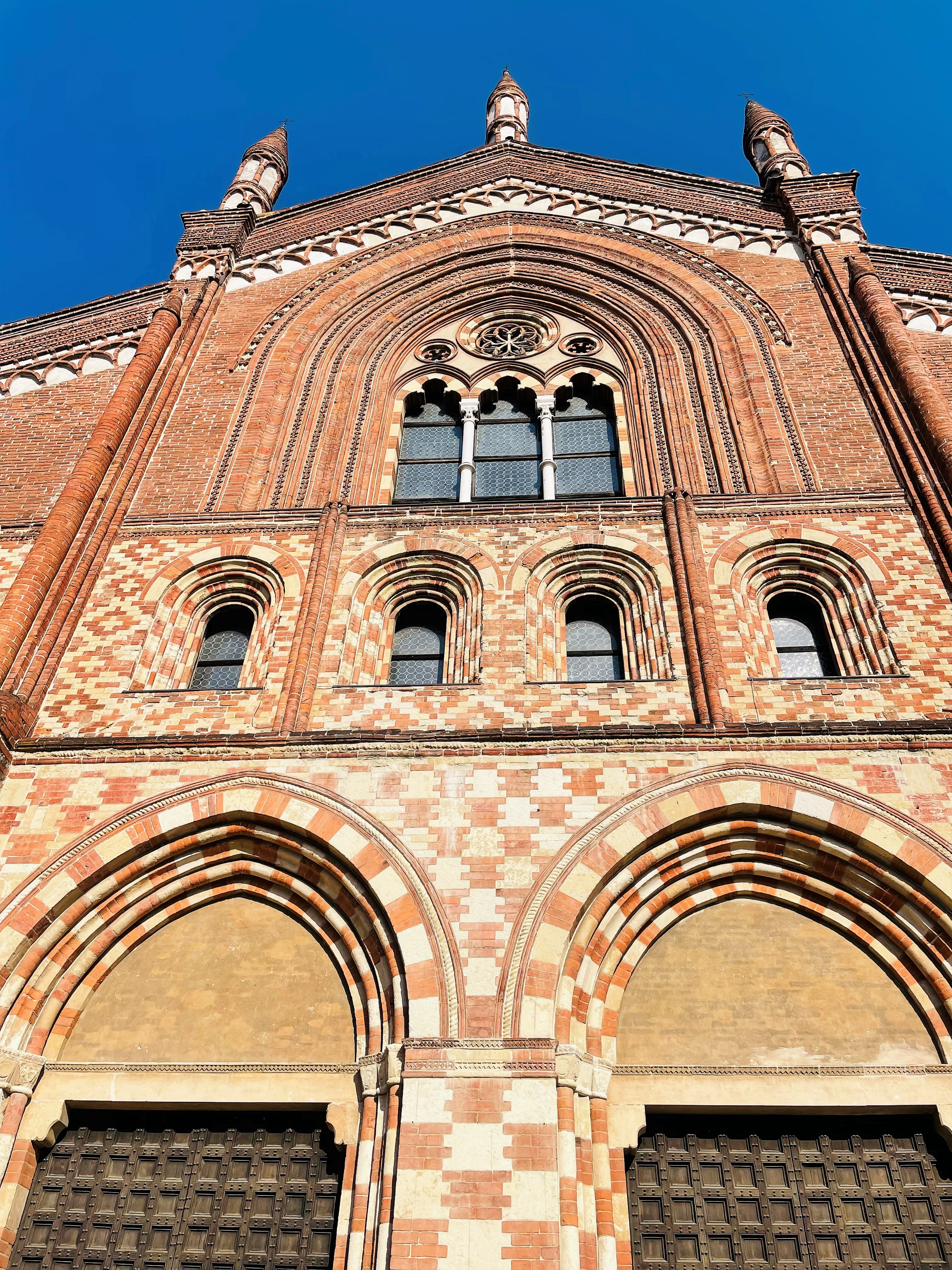
La fachada.

## Arquitectura
La iglesia tiene planta de cruz latina, formada por dos cuerpos constructivos: el primero, oriental, de cruz griega (al que se añadió la capilla de la Inmaculada Concepción en el siglo XVIII, por Giovanni Ruggeri) y el segundo cuerpo inserto en el Cruz griega, que se prolonga hasta formar el brazo largo de la iglesia, formando así una cruz latina, que remata en la fachada.
La longitud del edificio es de 68 metros. La estructura de la iglesia tiene tres naves. En el interior hay una parte delantera caracterizada por un techo atirantado sobre arcos de medio punto (que son 14 en total) y una parte trasera con un techo de crucería roja y blanca sobre arcos apuntados. Las bóvedas, como en otros edificios contemporáneos de las órdenes mendicantes, marca la subdivisión litúrgica entre el espacio reservado a los religiosos (la parte oriental abovedada) y el reservado a los laicos.
Las primeras capillas laterales se construyeron a partir de 1307, cuando se creó la de Santa Inés, seguidas de otras en 1339 y 1347. El campanario, situado en el lateral del ábside y decorado con bandas de arcos de terracota, se construyó en el segundo mitad del siglo XIII.

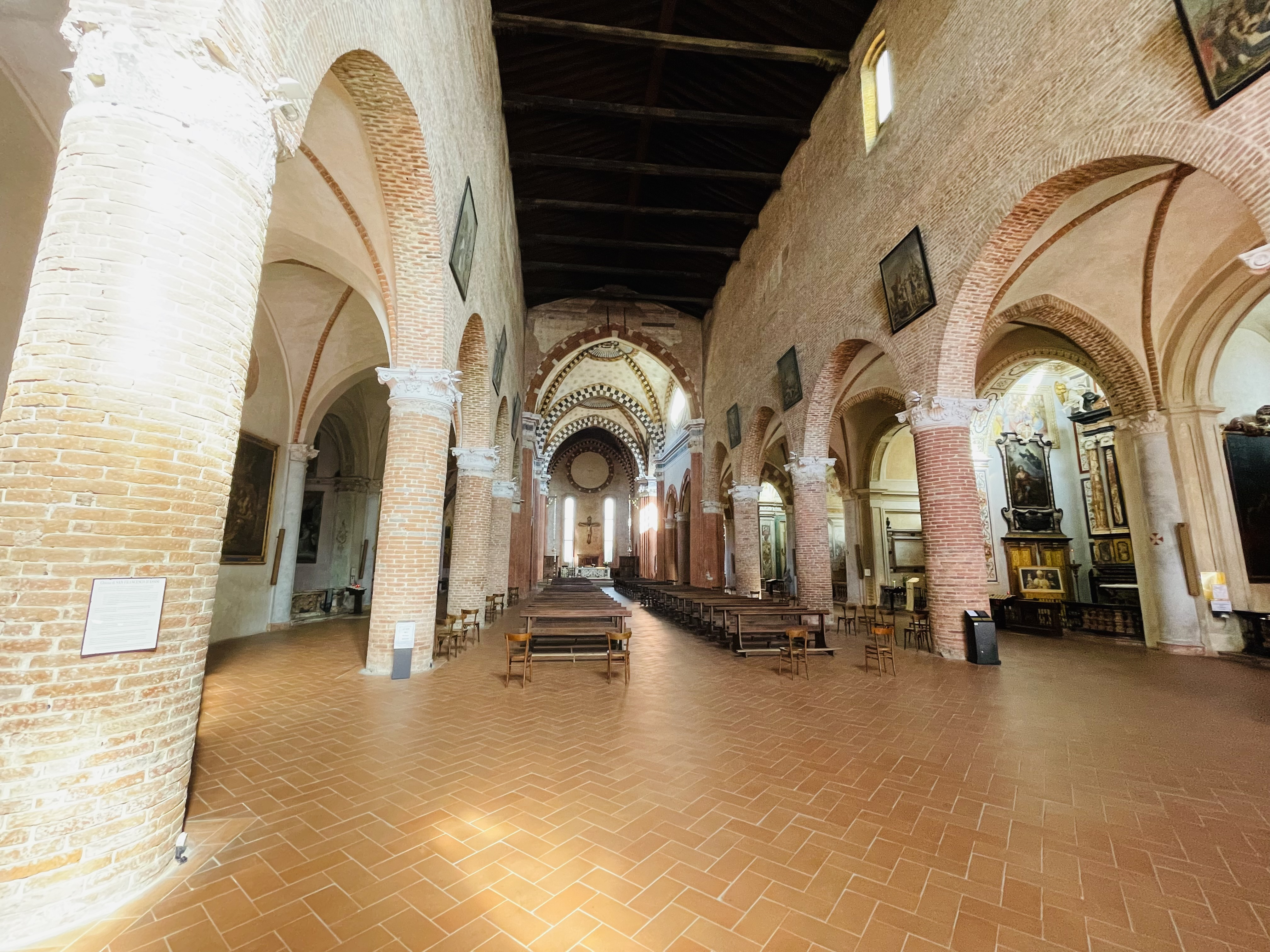
Interior.

La fachada, construida entre 1290 y 1310 en estilo gótico, se caracteriza por un efecto decorativo construido sobre el contraste entre el rojo del ladrillo y el blanco de la piedra arenisca. Tiene, caso insólito en Italia, un portal doble, de estilo francés, cuyos vanos están rodeados por una decoración bicolor. La parte intermedia es íntegramente de ladrillo y alberga un gran ventanal de tres luces. La parte superior de las laderas está limitada por una decoración de arcos de ladrillo entrelazados sobre un fondo claro. El edificio tiene dos tipos de cubiertas diferentes: la parte occidental, abierta a los fieles, tiene cubierta de madera en la nave central, completamente diferente es la cobertura del espacio, antaño reservado a los frailes, cubierto por bóvedas de crucería.
Las capillas laterales se añadieron entre los siglos XIV y XV y albergan numerosas obras de arte. A partir de la derecha encontrará: I capilla: construida entre 1392 y 1398 por Giorgio Rossi, fue pintada al fresco por Giovannino de 'Grassi, se pueden encontrar rastros de estas pinturas en el crucero de la nave. 
Capilla II: La capilla fue consagrada en 1392 por un miembro de la familia Rossi y conserva un retablo con San Jorge a caballo de Bernardino Ciceri. Capilla III: conserva un cuadro de Pietro Antonio Magatti que representa la aparición de San Francisco de Paula y un cuadro de finales del siglo XVI con el Martirio de San Esteban.
IV capilla: originalmente dedicada a San Nicolás, en cambio recibió el nombre de San Mateo por Matteo Beccaria, quien fue enterrado en ella y quien encargó el Retablo con San Mateo de Vincenzo Campi (realizado en 1588) colocado en el altar. La luz y el realismo de la obra de Campi han sido interpretados por la crítica como importantes precedentes para la futura pintura de Caravaggio.

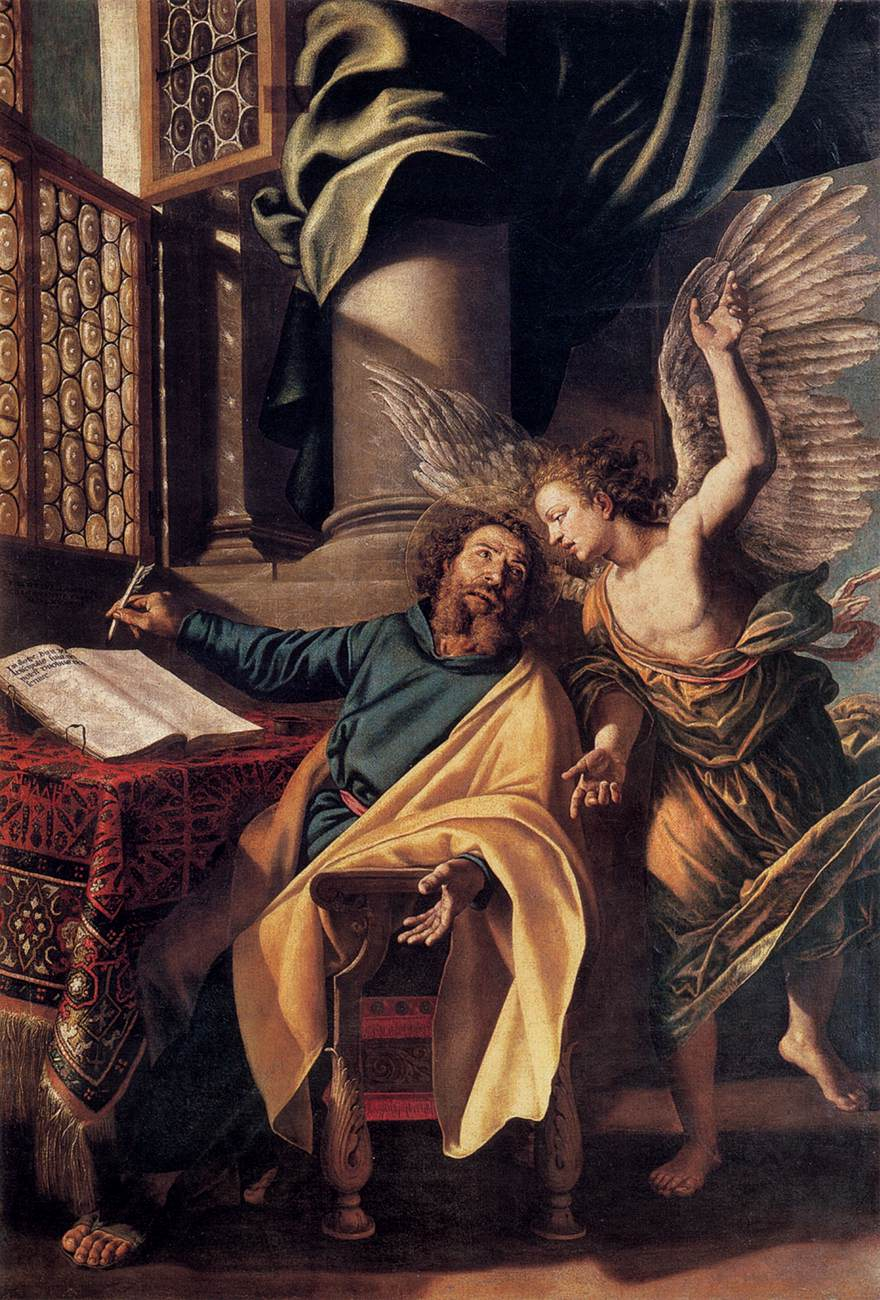
Vincenzo Campi, Retablo con San Mateo (1588).

Capilla V: dedicada a Santa Inés de Roma y Santa Catalina de Alejandría conserva un lienzo con el Martirio de Santa Catalina de Alejandría de Camillo Procaccini y otro con el Martirio de San Bartolomé, de Giovanni Battista Tassinari de 1613. 
Capilla VI: conservado: retablo con San Francisco de Paula aparece en San Francisco de Sales de Carlo Sacchi y lienzos que representan a San Francisco de Paula curando a los enfermos de Pietro Gilardi y Un milagro de San Francisco de Paula de Giovanni Antonio Cucchi. 
Capilla VII: fue construida en 1387 por el aristócrata de Pavese Filippo Landolfi, como informa un epígrafe colocado fuera de la capilla, pero fue reorganizada en la segunda mitad del siglo XVI, época a la que pertenece el altar, el retablo que representa la Transfiguración de Cristo, obra de Gervasio Gatti, alumno de Bernardino Gatti, mientras que en el lateral hay un tríptico que representa a Cristo despidiéndose de la Virgen con los santos Francisco y Luis de Tolosa, que data de las primeras décadas del siglo XVI atribución incierta, para algunos estudiosos obra de Bernardino Gatti, para otros de Macrino d'Alba.
En el brazo izquierdo del crucero, sobre la puerta lateral, hay un gran lienzo de Francesco Barbieri, pintado a mediados del siglo XVIII, que representa el triunfo de la orden franciscana. En el crucero, la segunda capilla conserva un retablo de Giovanni Francesco Romani de la primera mitad del siglo XVII con la Asunción de la Virgen, mientras que la primera capilla contiene dos lienzos del pintor sienés Giovanni Sorbi.

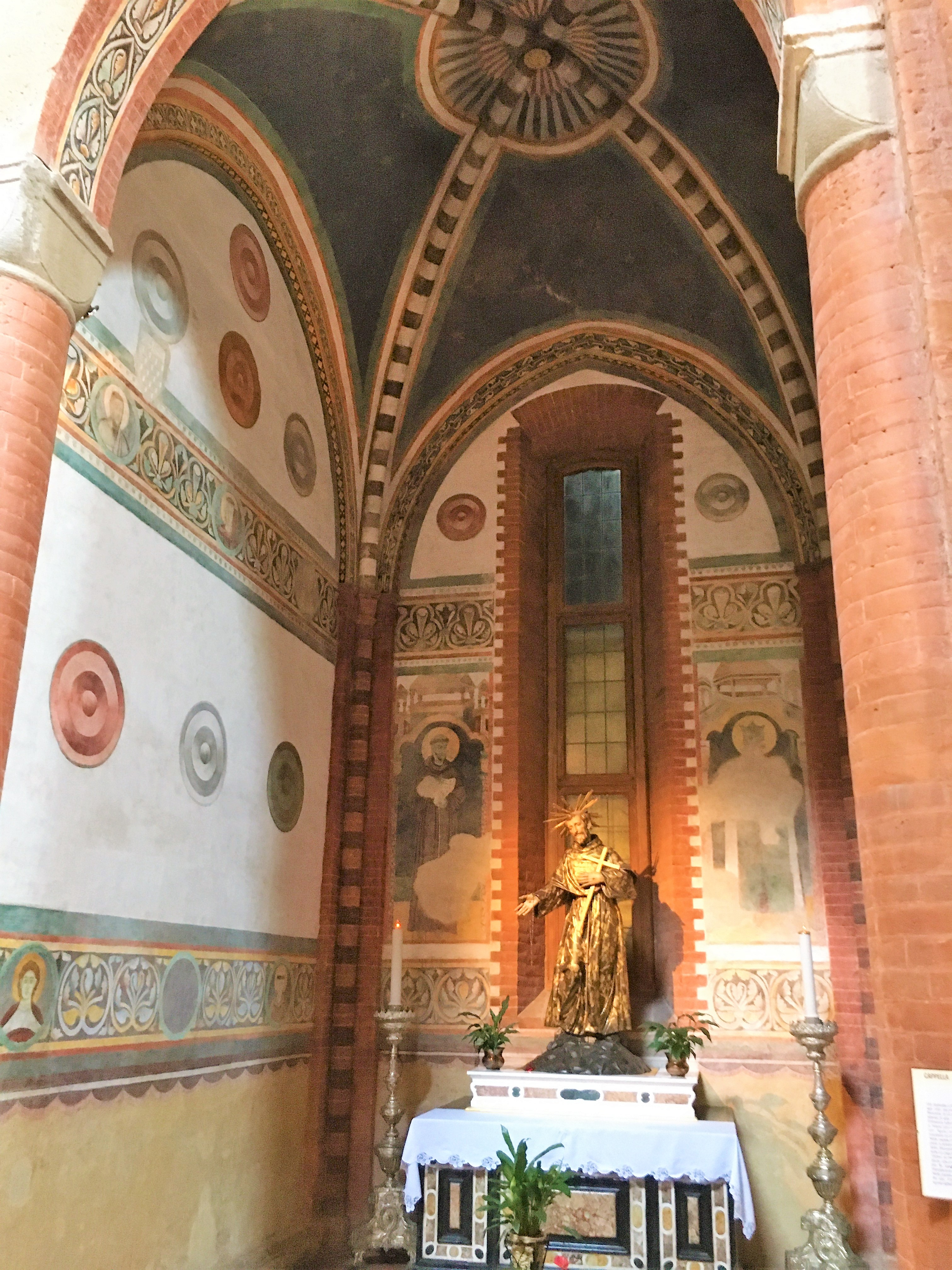
Capilla de San Francesco con frescos que datan de alrededor de 1298.

El altar, donde se guardan parte de las reliquias de San Epifanio (y otras, guardadas en una caja de piedra tallada que data del siglo VI y proceden de la iglesia de San Epifanio), se enriquece con el precioso coro de madera de nogal, a partir de 1484, por los hermanos Giovanni Pietro y Giovanni Ambrogio Donati. Sobre el coro hay dos frescos, encontrados durante las restauraciones de la década de 1970: el primero, de mediados del siglo XIV, representa la presentación de Jesús en el templo, mientras que el segundo, datado entre los últimos años del siglo XIII. y el primero de los siguientes, representa a la Virgen con el Niño. 
En el presbiterio hay un gran crucifijo de madera del siglo XV, atribuido a Baldino de Surso. En el brazo izquierdo del crucero, la primera capilla, cuyo patrocinio perteneció a la aristocrática familia Beccaria, que conserva la estructura original del románico tardío, conserva frescos, realizados hacia 1298 y con una fuerte influencia bizantina, que representan a San Francisco, un coronado santo y una Virgen con el Niño colocados bajo edículos arquitectónicos. Al final del crucero se encuentra la capilla de la Inmaculada Concepción, encargada por la Compagnia dell'Immacolata (hermandad que tuvo su sede en la iglesia desde el siglo XVI hasta finales del siglo XVIII) y diseñada por Giovanni Ruggeri en 1711 La capilla está decorada con mármoles y bronces. y preciosas decoraciones barrocas, el altar, terminado en 1777, fue diseñado por Giulio Galliori y conserva un retablo que representa a la Virgen, de Bernardino Ciceri, mientras que la cúpula fue pintada al fresco por Pietro Antonio Magatti.

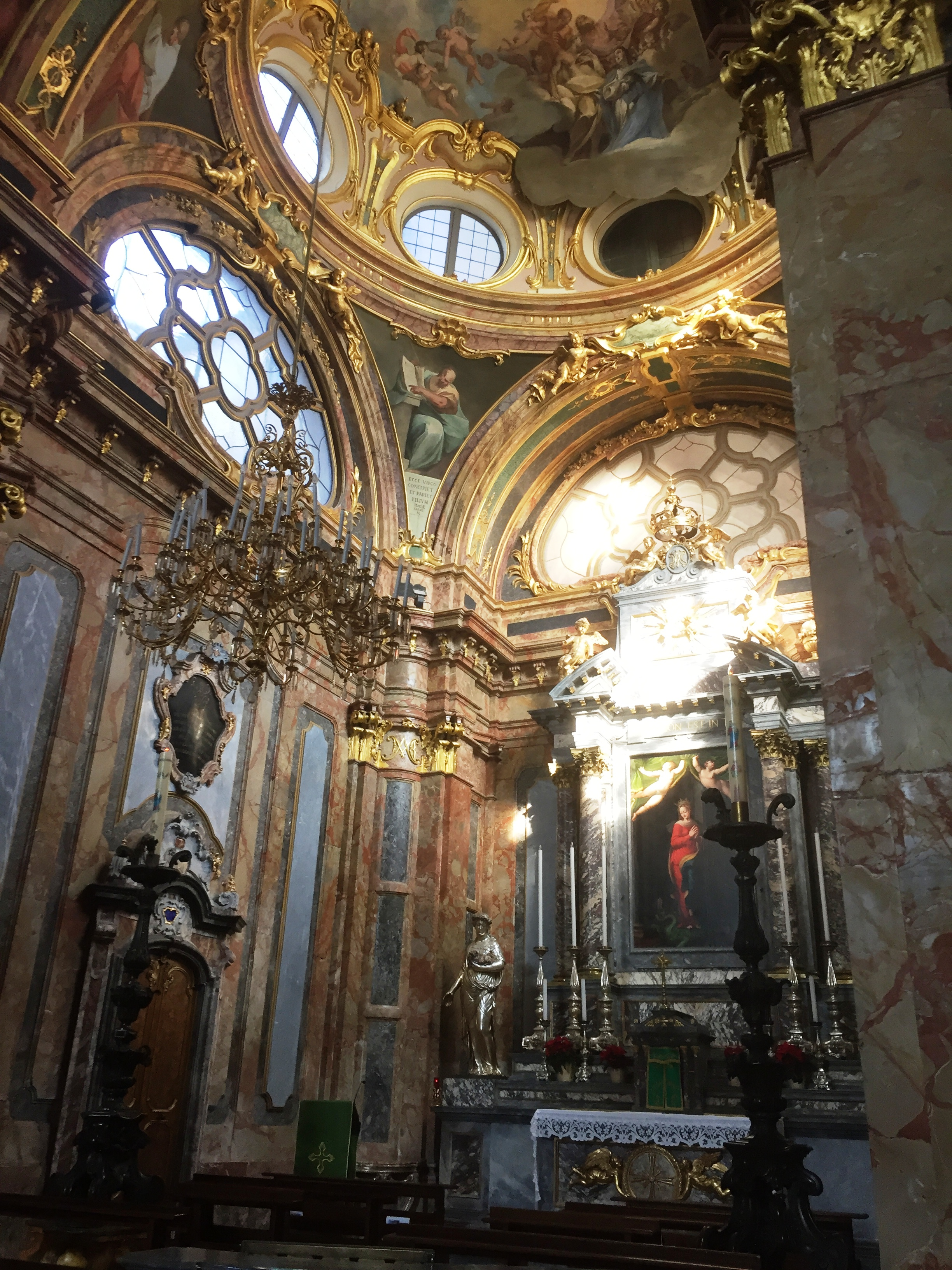
Capilla de la Inmaculada Concepción con frescos de Pietro Antonio Magatti y retablo de Bernardino Ciceri.

En la nave lateral izquierda se encuentran las siguientes capillas:
Capilla III: originalmente dedicada a Santa María Magdalena, fue dedicada a la Sagrada Familia en el siglo XVIII. La aristocrática familia Pavese de los Pietra tenía el patrocinio de la capilla, como lo demuestran las ricas balaustradas barrocas adornadas con dos leones de bronce (símbolo de la familia). Contiene un retablo que representa la Sagrada Familia de Carlo Antonio Bianchi, mientras que todo el muro izquierdo está ocupado por un estuco del siglo XVIII con Jesús entre los doctores del Templo. I capilla: anteriormente dedicada primero a San Cristóbal y luego a la Virgen, luego fue dedicada a San José de Cupertino y conserva un retablo con el Éxtasis de San José de Cupertino, obra de 1775 de Carlo Antonio Bianchi.
Los cuatro primeros tramos de la nave izquierda, desprovistos de capillas, albergan en la pared cuatro grandes lienzos que representan episodios de la vida de San Marcos. Dos son obra del pintor emiliano Antonio Fratacci (siglo XVIII), uno del boloñés Pietro Gilardi, mientras que el del Bautismo dado por San Pedro en San Marcos fue pintado por Pietro Antonio Magatti. En la misma pared también están las lápidas de mármol de fray Francesco del Mangano de 1469, todavía en estilo gótico, y la de fray Francesco della Somaglia (1508).